# Driewielige bedrijfswagen

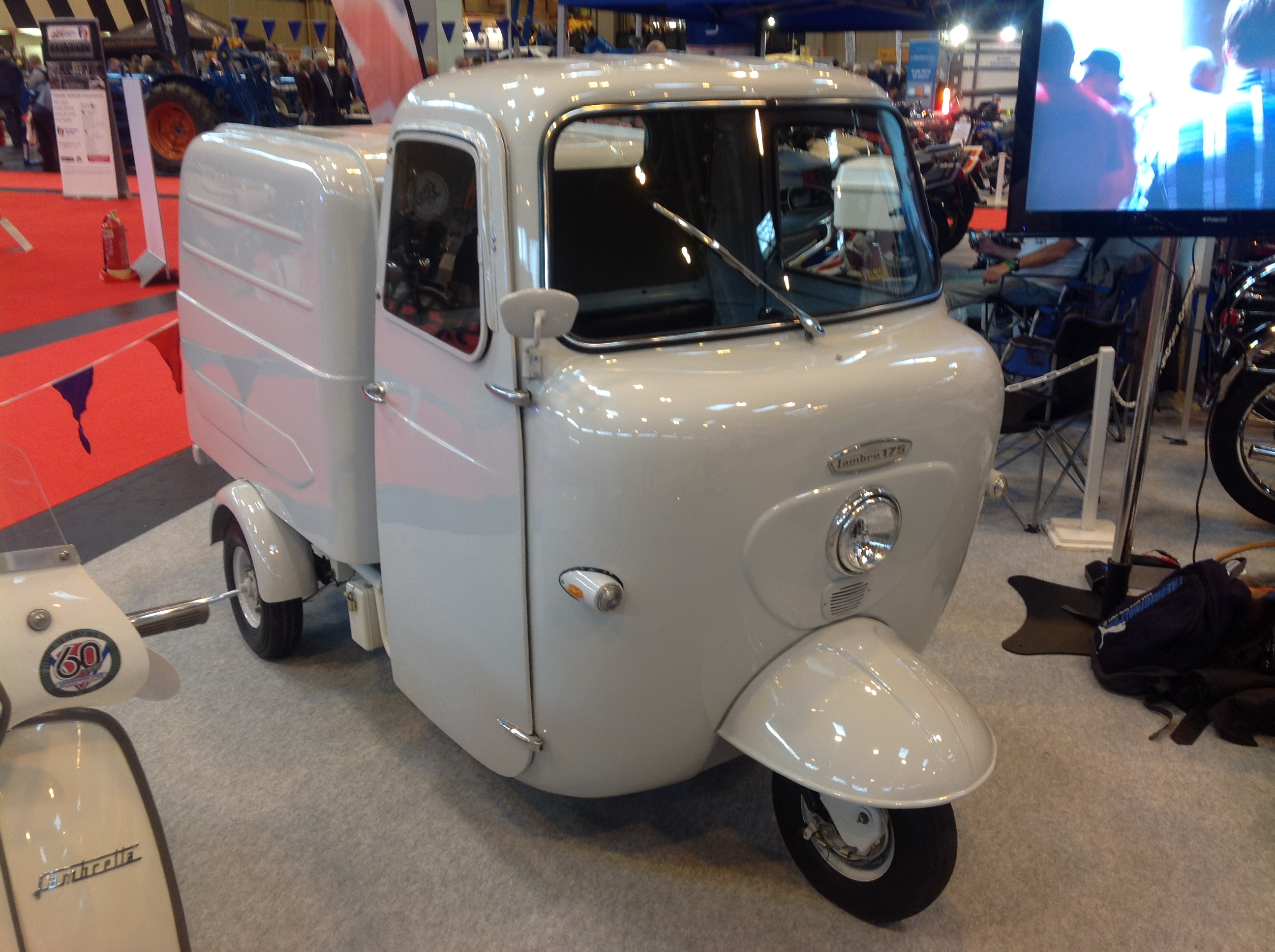
Driewielige bedrijfswagen Innocenti Lambro 175

Een driewielige bedrijfswagen is een kleine bedrijfswagen op drie wielen, een voor en twee achter. 
Het wagentje is geschikt voor het vervoer van kleine, lichte lasten, en voor één of twee personen. De bedienings- en stuurinrichting is als van een bromfiets en de aandrijving gaat door middel van een tweetakt-, elektro- of dieselmotor.

## Snelheid
Het voertuig heeft een beperkte snelheid en valt in Nederland onder de bromfietsen (minder dan 50 cc) of onder de lichte motorfietsen (50 cc of meer). Vanwege de lage maximumsnelheid van het voertuig wordt het niet toegelaten op de Nederlandse auto- en autosnelwegen.

## Merken
- Innocenti
- Vespa/Piaggio Ape 50 ('Ape' betekent bij)
- Daihatsu CM